# Dolinka (Dolina Pyszniańska)

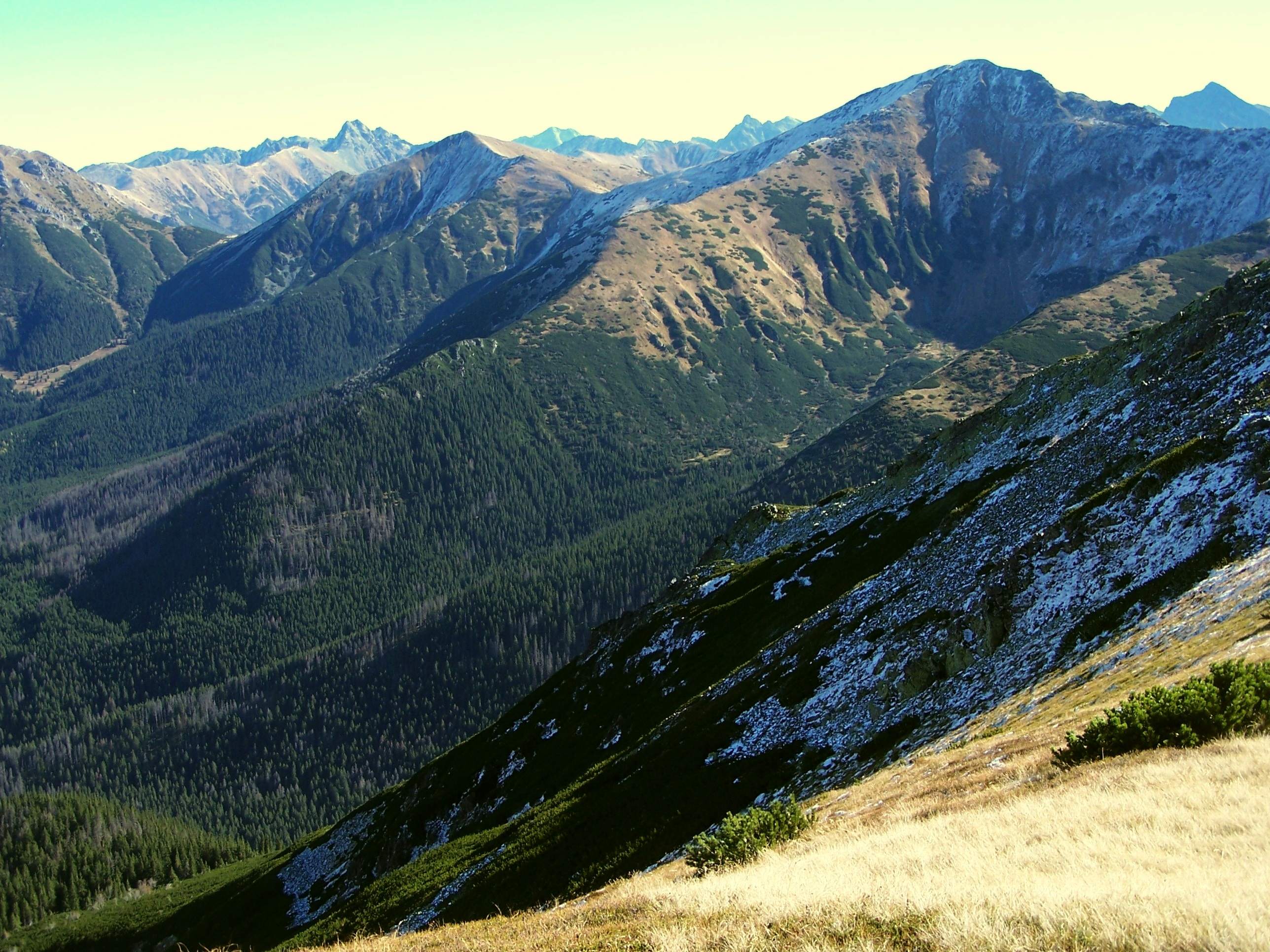
Dolinka poniżej Smreczyńskiego Wierchu (po prawej u góry)

Dolinka – boczne odgałęzienie Doliny Pyszniańskiej w polskich Tatrach Zachodnich. Jest to długa i wąska dolinka opadająca w północno-zachodnim kierunku spod Hlińskiej Przełęczy (1907 m) pomiędzy dwoma długimi bocznymi grzbietami odchodzącymi na północny zachód od grani głównej Tatr Zachodnich. Od wschodniej strony doliny są to Skrajny Smreczyński Grzbiet i Jaferowy Grzbiet, od zachodniej Dolinczański Grzbiet. W górnej części Dolinki, pod Hlińską Przełęczą, znajduje się Dolinczański Upłaz, w środkowej rówień zwana Dolinczańską Wolarnią. Wylot Dolinki znajduje się na wysokości ok. 1100 m, powyżej wylotu Ornaczańskiego Żlebu. Dnem doliny, mniej więcej od połowy jej długości spływa Dolinczański Potok, będący prawym dopływem Pyszniańskiego Potoku.
Dolinka znajduje się poza szlakami turystycznymi. Dawniej były to tereny wypasowe należące do Hali Pysznej, dawno jednak, bo już na początku XX w., gdy tereny te wykupił hrabia Władysław Zamoyski, ograniczono tutaj wypas, od 1927 r. zniesiono go zupełnie, a w 1947 r. powstał tutaj pierwszy w Tatrach ścisły rezerwat przyrody Tomanowa-Smreczyny – po utworzeniu TPN-u przemianowany na obszar ochrony ścisłej „Pyszna, Tomanowa, Pisana”. Na dawnych halach odtworzył się już typowy dla Tatr piętrowy układ roślinności.